# Francis Bok
Francis Piol Bol Bok (nascido em fevereiro de 1979) é um membro da tribo dos dincas natural do Sudão do Sul. Ele foi escravo por dez anos, mas tornou-se abolicionista e autor morando nos Estados Unidos. Em 15 de maio de 1986, ele foi capturado e escravizado aos sete anos de idade durante uma incursão da milícia árabe na vila de Nyamlel, no sul do Sudão, durante a Segunda Guerra Civil do Sudão. Bok viveu em cativeiro por dez anos antes de escapar da prisão em Kurdufan, no Sudão, seguido de uma viagem aos Estados Unidos pelo Cairo, Egito.
Bok foi ajudado por pessoas de diversas culturas e crenças em sua jornada para a liberdade. Seus primeiros passos em direção aos Estados Unidos foram ajudados por uma família muçulmana do norte do Sudão que acreditava que a escravidão estava errada e lhe forneceu uma passagem de ônibus para Cartum. Ao chegar a Cartum, Bok foi ajudado por um membro da tribo Dinka e membros do povo Fur, e sua viagem aos Estados Unidos foi paga por membros da Igreja Luterana. Seu primeiro ponto de contato nos Estados Unidos foi um refugiado da Somália que o ajudou a se estabelecer em Fargo, Dakota do Norte.
Bok testemunhou perante o Senado dos Estados Unidos e se reuniu com George W. Bush, Madeleine Albright e Condoleezza Rice, contando sua história de escravidão. Ele foi homenageado pelo Comitê Olímpico dos Estados Unidos, pelo Boston Celtics e faculdades e universidades nos Estados Unidos e no Canadá. Francis agora vive no estado americano do Kansas, onde trabalha para o American Anti-Slavery Group (AASG) e o Sudan Sunrise, uma organização que trabalha pela paz no Sudão. A autobiografia de Bok, Escape from Slavery: The True Story of My Dez Years in Captive and My Journey to Freedom in America, publicada pela St. Martin's Press, narra sua vida, desde sua juventude, seus anos em cativeiro, até seu trabalho no Estados Unidos como abolicionista.

## Infância e rapto
Francis Bok foi criado em uma grande família católica de criadores de gado na aldeia de Gurion em Dinka, no sul do Sudão. Seu pai, Bol Buk Dol, administrava vários rebanhos de gado, ovelhas e cabras. Quando Bok foi capturado aos 7 anos de idade em 15 de maio de 1986, ele não podia contar além de 10 e sabia muito pouco do mundo exterior.
Bok foi capturado depois que sua mãe, Adut Al Akok, o enviou à aldeia de Nyamlell para vender ovos e amendoins no mercado da vila com alguns irmãos e vizinhos mais velhos. Esta foi a primeira viagem de Bok à vila sem sua mãe, e foi a primeira vez que ele teve permissão para vender alguns dos produtos da família no mercado.
Bok foi ao mercado, onde ouviu adultos dizerem que haviam visto fumaça saindo de vilas próximas e ouvido tiros à distância. As pessoas começaram a fugir do mercado quando Francis viu cavaleiros com metralhadoras. Os homens armados cercaram o mercado e atiraram nos homens em Nyamlell. Os assaltantes faziam parte de uma milícia islâmica da parte norte do Sudão que realizava ataques periódicos às aldeias de seus vizinhos Dinka, que eram cristãos ou animistas de ascendência africana subsaariana.

## A vida como escrava
Bok, de sete anos de idade, foi capturado por Giemma, um membro da milícia de caça aos escravos, que o forçou a juntar-se a uma caravana de escravos, produtos roubados, gado e mercadorias que a milícia havia capturado em seu ataque ao assentamento de Dinka. Quando os membros da milícia se separaram para voltar para suas casas, Bok foi levado por Giemma. Ao chegar à residência de Giemma, Francis foi espancado pelos filhos de seu captor com paus e foi chamado de abeed. A palavra significa literalmente "escravo" e o estereótipo é o de uma raça negróide inferior, humilhada. Francis foi alojado em um casebre perto dos currais do gado de Giemma.
Bok iniciou um período de escravidão de dez anos nas mãos de Giemma e seu filho Hamid. Ele foi forçado a cuidar dos rebanhos de gado da família. Ele teve que levá-los a pastagens na área e a poços de água locais, onde viu outros meninos Dinka que também foram forçados a cuidar de rebanhos de gado. Ele começou a suspeitar que sua vida mudaria para sempre e que seu pai não seria capaz de salvá-lo. Suas tentativas de falar com os outros meninos Dinka foram inúteis, pois estavam falando árabe, o que ele não conseguia entender; eles também pareciam ter medo de falar com ele.
De acordo com Bok, à medida que envelhecia, Giemma e Hamid começaram a depositar mais confiança em suas habilidades como pastor. Cuidados com o gado, cavalos e camelos foram passados para Bok e ele foi capaz de passar mais tempo sozinho com os animais. Anteriormente, ele estava sob a cuidadosa supervisão de Hamid e, às vezes, de Giemma. Além de tê-lo como escravo, Giemma forçou Francisco a se converter ao islamismo e a usar o nome árabe de Abdul Rahman, que significa "servo do compassivo". Em sua autobiografia, Francis afirma que, apesar de ter sido forçado a se converter ao islamismo, nunca parou de orar a Deus por forças para levá-lo à prova.
Bok tentou duas vezes fugir da escravidão aos 14 anos. A primeira instância aconteceu cedo uma manhã depois que ele foi enviado com o gado. Bok correu cegamente por uma estrada por vários quilômetros antes de ser capturado por um dos membros da milícia de Giemma. O colega de Giemma devolveu Francis ao complexo de Giemma, onde foi espancado com um chicote. Bok tentou escapar mais uma vez apenas dois dias depois, quando fugiu na direção oposta à sua fuga anterior. Ele mais uma vez fugiu por vários quilômetros, desta vez mantendo-se na floresta. Ele parou para pegar água em uma passagem local, onde foi descoberto por Giemma, que por acaso também estava lá. Giemma forçou Francis a voltar para sua casa, desta vez prometendo matá-lo. Francis foi espancado novamente, mas Giemma optou por não matá-lo, pois Francisco se tornara muito valioso para a família como escravo.

## Fuga
Francis Bok esperou três anos, até 1996, antes de tentar fugir novamente. Nos três anos seguintes, ele cuidou dos rebanhos e recuperou a confiança de Giemma. Giemma elogiava regularmente o trabalho de Bok com os animais, mas ainda o forçava a viver uma vida de escravidão.
Bok finalmente escapou de Giemma quando tinha 17 anos caminhando pela floresta até a cidade vizinha de Mutari. Bok foi ao departamento de polícia local para procurar ajuda e pediu à polícia que o ajudasse a encontrar seu pessoal. Em vez de ajudá-lo, a polícia fez dele seu escravo por dois meses. Bok escapou da polícia simplesmente levando seus burros ao poço, amarrando-os e deixando-os para trás enquanto entrava no mercado lotado.
Bok pediu a um homem com um caminhão que lhe desse uma carona em Mutari. O homem, um muçulmano chamado Abdah, concordou em ajudá-lo. Abdah pensou que a escravidão estava errada e concordou em transportar Bok para a cidade de Ed-Da'Ein na traseira de seu caminhão, entre sua carga de grãos e cebolas. Bok ficou com Abdah, sua esposa e dois filhos por dois meses, enquanto Abdah tentou encontrar uma maneira de levar Bok a Cartum, a capital do Sudão. Quando ele não conseguiu encontrar um amigo para fornecer passagem para Cartum, Abdah comprou uma passagem de ônibus para Cartum para Bok. Francis Bok chegou a Cartum sem dinheiro, sem lugar para ir e não sabia para onde se virar. Felizmente para Francis, outro estranho o ajudou a encontrar o caminho para seus companheiros de tribo Dinka em Cartum, no assentamento de Jabarona.

## Viagem aos Estados Unidos
Jabarona estava cheia de refugiados de Dinka que haviam fugido dos combates no sul do Sudão e foram forçados a viver juntos em condições abaixo do padrão. Bok estabeleceu-se entre as pessoas que eram da área de Aweil, no norte de Bahr al Ghazal e começou a usar seu nome cristão de Francis mais uma vez. Bok foi rapidamente preso pela polícia sudanesa por dizer a seus amigos e vizinhos que ele era escravo. A escravidão no Sudão é um assunto amplamente negado pelo governo em Cartum e qualquer pessoa que fale disso pode ser presa ou mesmo morta. Francisco foi interrogado várias vezes enquanto estava preso e cada vez negava ser escravo. Ele finalmente foi libertado da prisão após sete meses. Uma vez que ele foi libertado, Bok decidiu que ele deveria deixar o Sudão. Com a ajuda de algum membro da tribo de Dinka, ele conseguiu adquirir um passaporte sudanês no mercado negro e obter uma passagem para o Cairo.
Ao chegar ao Cairo em abril de 1999, Bok foi direcionado para a Igreja Católica do Sagrado Coração. Esta igreja era bem conhecida entre os Dinka em Cartum como um local de refúgio no Cairo. Enquanto estava no Sacred Heart, Bok começou a aprender inglês e fez contatos importantes entre a população Dinka do Cairo. Ele também começou a praticar sua fé cristã sem medo de represálias. Ele finalmente saiu do complexo da igreja e foi para um apartamento com outros Dinka que também buscavam o status de refugiado da ONU para deixar a África para os Estados Unidos, Grã-Bretanha ou Austrália.
Bok solicitou e recebeu o status de refugiado da ONU em 15 de setembro de 1999 e, após vários meses de espera, o Serviço de Imigração e Naturalização dos Estados Unidos concordou em permitir que Francis se mudasse para os EUA. Bok voou do Cairo para Nova York em 13 de agosto de 1999, e de lá ele voou para Fargo, Dakota do Norte. Sua jornada foi patrocinada pelos Serviços Sociais Luteranos e uma Igreja Metodista Unida, ambos trabalharam juntos para fornecer um apartamento para Francis em Fargo e o ajudaram a encontrar um emprego. Bok trabalhou vários trabalhos, fabricando paletes e maçanetas de plástico para a troca de marchas dos carros. Ele ouviu falar de uma grande população de Dinka em Ames, Iowa, e se mudou para Ames depois de vários meses em Fargo. Foi quando morava em Ames que ele foi contatado por Charles Jacobs, fundador do American Anti-Slavery Group com sede em Boston, Massachusetts.

## Trabalhar como abolicionista
Jesse Sage, diretor associado do American Anti-slavery Group, e Jacobs convenceram Bok a se mudar para Boston para trabalhar com a AASG. Ele inicialmente hesitou em deixar seus novos amigos em Ames, mas, segundo Bok, o pessoal da AASG era persistente. Ele chegou a Boston em 14 de maio de 2000, e a AASG o ajudou a encontrar um apartamento. Uma semana depois de se mudar para Boston, ele foi convidado a falar em uma igreja batista em Roxbury e foi entrevistado por Charles A. Radin, do The Boston Globe. Dois dias após seu discurso em Roxbury, Bok foi convidado a se reunir com apoiadores da AASG nos degraus do Capitólio dos Estados Unidos em Washington, D.C. Ele retornou a Washington em 28 de setembro de 2000 e se tornou o primeiro escravo fugitivo a falar diante do Comitê de Relações Exteriores do Senado dos Estados Unidos. Francis foi convidado a Washington novamente em 2002 para a assinatura da Lei de Paz no Sudão e se reuniu com o presidente George W. Bush . Foi durante essa viagem à Casa Branca que Bok se tornou o primeiro ex-escravo a se encontrar com um presidente dos EUA desde o século XIX.
Francis Bok falou em igrejas e universidades nos Estados Unidos e no Canadá e ajudou a lançar o site iAbolish.org do American Anti-Slavery Group em um show do Jane's Addiction diante de 40.000 pessoas em 28 de abril de 2001. Perry Farrell foi um dos principais apoiadores do movimento iAbolish. Bok também foi homenageado pelo Boston Celtics e foi escolhido para levar a Tocha Olímpica até Plymouth Rock antes dos Jogos Olímpicos de Inverno de 2002. Sua autobiografia, Escape from Slavery: The True Story of My Ten Years in Captive and My Journey to Freedom in America, foi publicada em 2003 pela St. Martin's Press.
 

Bok atualmente vive com sua esposa, Atak, e seus dois filhos pequenos, Buk e Dhai, no Kansas. Ele agora está trabalhando no primeiro escritório de extensão da AASG no Kansas. Ele também trabalha com a Sudan Sunrise, uma organização sediada em Lenexa, Kansas, que busca trabalhar pela paz e unidade no Sudão.